# San Sebastián de los Ballesteros
San Sebastián de los Ballesteros là một thành phố tại tỉnh Córdoba, Tây Ban Nha. Theo điều tra dân số 2006 (INE), thành phố này có dân số là 836 người.